# Ettore Pinelli
Ettore Pinelli (født 18. oktober 1843 i Rom, død 17. september 1915 sammesteds) var en italiensk violinist og dirigent.
Pinelli, der var uddannet i tysk skole af Joachim, stiftede 1866 sammen med Sgambati et selskab for klassisk kammermusik og 1874 en musikforening i Rom.